# Robert Renan
Robert Renan Alves Barbosa (Brasilia, 11 de octubre de 2003) es un futbolista brasileño. Juega de defensa y su equipo es el Zenit de San Petersburgo de la Liga Premier de Rusia.

## Trayectoria
Debutó con el primer equipo del S. C. Corinthians el 20 de abril de 2022 en el empate 1-1 ante Portuguesa da Ilha por la Copa de Brasil. Jugó su primer partido de Serie A el 26 de junio ante Santos F. C. que terminó en empate sin goles.
En enero de 2023 fichó por el Zenit de San Petersburgo de la Liga Premier de Rusia por cinco años. En el primer de ellos ganó la Liga Premier y la Supercopa de Rusia antes de volver en 2024 a Brasil después de ser cedido al S. C. Internacional. En septiembre de ese mismo año también fue prestado al Al-Shabab Club para la temporada 2024-25.

## Selección nacional
Es internacional en categorías inferiores por Brasil. Fue citado al Campeonato Sudamericano Sub-20 de 2023.

## Estadísticas

### Clubes
Actualizado al último partido disputado el 26 de mayo de 2025.
| Club                             | Div.          | Temporada     | Liga  | Liga  | Estatal | Estatal | Copas nacionales | Copas nacionales | Copas internacionales | Copas internacionales | Total | Total |
| Club                             | Div.          | Temporada     | Part. | Goles | Part.   | Goles   | Part.            | Goles            | Part.                 | Goles                 | Part. | Goles |
| -------------------------------- | ------------- | ------------- | ----- | ----- | ------- | ------- | ---------------- | ---------------- | --------------------- | --------------------- | ----- | ----- |
| S. C. Corinthians · Brasil       | 1.ª           | 2022          | 10    | 0     | 0       | 0       | 3                | 0                | 0                     | 0                     | 13    | 0     |
| S. C. Corinthians · Brasil       | Total club    | Total club    | 10    | 0     | 0       | 0       | 3                | 0                | 0                     | 0                     | 13    | 0     |
| Zenit de San Petersburgo · Rusia | 1.ª           | 2022-23       | 9     | 0     | —       | —       | 1                | 0                | —                     | —                     | 10    | 0     |
| Zenit de San Petersburgo · Rusia | 1.ª           | 2023-24       | 4     | 0     | —       | —       | 4                | 0                | —                     | —                     | 8     | 0     |
| Zenit de San Petersburgo · Rusia | Total club    | Total club    | 13    | 0     | 0       | 0       | 5                | 0                | 0                     | 0                     | 18    | 0     |
| S. C. Internacional · Brasil     | 1.ª           | 2024          | 12    | 0     | 12      | 0       | 3                | 0                | 4                     | 0                     | 31    | 0     |
| S. C. Internacional · Brasil     | Total club    | Total club    | 12    | 0     | 12      | 0       | 3                | 0                | 4                     | 0                     | 31    | 0     |
| Al-Shabab Club Arabia Saudita    | 1.ª           | 2024-25       | 31    | 0     | —       | —       | 4                | 0                | —                     | —                     | 35    | 0     |
| Al-Shabab Club Arabia Saudita    | Total club    | Total club    | 31    | 0     | 0       | 0       | 4                | 0                | 0                     | 0                     | 35    | 0     |
| Total carrera                    | Total carrera | Total carrera | 66    | 0     | 12      | 0       | 15               | 0                | 4                     | 0                     | 97    | 0     |

## Palmarés

### Campeonatos nacionales
| Título                | Club                     | País  | Año     |
| --------------------- | ------------------------ | ----- | ------- |
| Liga Premier de Rusia | Zenit de San Petersburgo | Rusia | 2022-23 |
| Supercopa de Rusia    | Zenit de San Petersburgo | Rusia | 2023    |